# Lambda Archives of San Diego

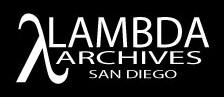
Logo da LAmvda Archives

Lambda Archives of San Diego é um arquivo comunitário localizado em San Diego, Califórnia. Sua missão é coletar, preservar e compartilhar a história de lésbicas, gays, bissexuais, transgêneros e pessoas queer em San Diego, no norte da Baixa Califórnia e na região do Condado Imperial. Os Arquivos Lambda preservam itens variados, como coisas efêmeras, manuscritos, recordações de eventos, fotografias, têxteis e muito mais. Em 2019, as coleções incluíam aproximadamente 100.000 fotografias; cerca de 13.000 deles são digitalizados.
Em 1987, Jess Jessop incorporou os "Lesbian and Gay Archives of San Diego", que eventualmente seriam renomeados como Arquivos Lambda de San Diego. Os arquivos começaram com materiais que Jessop e Doug Moore coletaram ao longo dos anos. Como uma organização sem fins lucrativos 501(c)(3), o foco principal dos Arquivos Lambda é preservar a história e a cultura LGBT na região de San Diego – Tijuana.
No meio da pandemia de COVID-19, no verão de 2020, a Lambda Archives conseguiu contratar o seu primeiro arquivista a tempo inteiro, mas a Lambda Archives continua a ser alimentada e cuidada através da generosidade de doadores e voluntários, incluindo os seus voluntários. Conselho Administrativo.
Os Arquivos Lambda estão localizados no prédio de propriedade e operado pelo Diversionary Theatre, o terceiro teatro LGBTQIA+ mais antigo dos EUA.
Em 11 de julho de 2021, o San Diego Union-Tribune publicou uma matéria de capa sobre os Arquivos Lambda para sua seção de Artes e Cultura da edição de domingo intitulada "Orgulho e preservação: os Arquivos Lambda protegem o passado LGBTQ de San Diego."

## Bolsa Memorial Larry T. Baza
Em 5 de outubro de 2021, os Arquivos Lambda anunciaram o Larry T. Baza Memorial Scholarship Fund. Larry foi um defensor ferrenho dos direitos LGBTQ+ e das artes e dos artistas – especialmente os artistas BIPOC. Ele frequentemente convocou os jovens LGBTQ+ para continuarem o legado daqueles que vieram antes dele. Esta bolsa foi criada em sua homenagem como forma de apoiar jovens/jovens adultos no seu percurso de procura de educação e formação. Como o fundo de bolsas foi projetado para beneficiar estudantes universitários cujas identidades cruzadas refletem Larry T. Baza, o financiamento será fornecido a estudantes que frequentam faculdades comunitárias em San Diego ou Imperial County, de qualquer ou nenhum gênero, que sejam LGBTQ+ e chicanos/x, Latinx ou Chamorro.

## Programas e exposições

### Exposição da Câmara Municipal
Em 2010, a Lambda Archives co-patrocinou a primeira exposição histórica LGBT na Prefeitura de San Diego intitulada "Uma Celebração da História LGBT de San Diego".

### Exposição do San Diego History Center
Em 2018, a Lambda Archives colaborou com o San Diego History Center para apresentar uma exposição chamada "LGBTQ+ San Diego: Stories of Struggles and Triumphs". A exposição, com curadoria de Lillian Faderman, cobriu a história das pessoas LGBTQ em San Diego e incluiu uma parte do NAMES Project AIDS Memorial Quilt.

### Annual Gala
Em 2007, os arquivos começaram a realizar uma gala anual para angariar apoio adicional na comunidade e gerar doações adicionais.
Os homenageados de 2008 foram Cleve Jones e Christine Kehoe.[carece de fontes?]
Os homenageados de 2011 foram Larry Baza, Jennifer LeSar, Doug Case, Carol Pierce, Judi Schaim, Jeff Wynne, George Murphy, Gloria Johnson, Max Disposti, Stewart Bornhoft, Bill Beck, Sara Beth Brooks (Prêmio Juventude).

## Conselho administrativo
Nicole Verdés (Presidente)   ::   Mark Maddox (Vice-Presidente)   ::   Brianna Mirabile (Tesoureira)   ::   Matthew Vasilakis (Secretário)
Isabel Cordova   ::   Anna Culbertson   ::   Gibrán Güido   ::   Lisa Lamont   ::   India Pierce   ::   Hank Ramírez   ::   Jae Red Rose